# ابق حيا (رواية)
ابقَ حيًّا رواية للكاتب المصري إبراهيم أحمد عيسى.

## موضوع الرواية
رواية ابقَ حياً للكاتب إبراهيم أحمد عيسى تدور حول العصر الفاطمي، حيث تظهر الجوانب الاجتماعية في مصر الفاطمية، وكيف تحولت نفوس البشر حتى وصل بهم الحال لأكل بعضهم بعضاً، وما زاد الطين بلة أن النهر لم يفيض سبع سنوات عجاف كسنين عزيز مصر، فلم يملك الخليفة الفاطمي المستنصر شيء ليقدمه للرعية، فهو ذاته خاضع لسلطة والدتة الحبشية، والتي فرضت هيمنتها على مقاليد السلطة وقربت منها الأجناد الحبشية وفضلتهم على الجند البربري والتركي، وحينما ماتت أصبح الوضع سيء للغاية، فقد تناحر الجند وراحوا يفرضون الجبايا على العامة ويزيدون من الضرائب، تفاقم الوضع مع تمكن ناصر الدولة الحمداني من السيطرة على الجند التركي، وهم العنصر الأكبر في قطاع الجيش فقاموا بطرد البربر إلى الشمال كما فعلوا مع الجند الحبشي الذي دُحِر واتجه للجنوب ليسد قنوات الري ومجرى النيل الذي لم يفيض منذ أعوام.

### قصة الرواية
حسن شاب قادم من الشام إلى مصر في عصر الدولة الفاطمية طالباً للعلم، ليجد نفسه وسط تزاحم قضايا شائكة، ظلم الحاكم، فساد العقيدة، غفلة الشعب، فيتحول من طالب علم بسيط إلى حامل سيف الحق يقطع خيوط الظلال لينقذ كل من بقي حيا.
إنها لعنة الظلم والفساد أصابت من ابتعد عن السبيل( وَكَذَٰلِكَ أَخْذُ رَبِّكَ إِذَا أَخَذَ الْقُرَىٰ وَهِيَ ظَالِمَةٌ ۚ إِنَّ أَخْذَهُ أَلِيمٌ شَدِيدٌ)
كم صرت أعي تلك الآية الآن، ألم تقهر تلك المدينة الناس؟ ألم يظلم حكامها العباد في القوت والأموال والأنفس؟ ألم أكن أحد المظلومين؟ وأي ظلم من فقراء يعانون ويموتون جوعاً بينما يأكل الجُند وقادتهم، أعلم أن هناك من مسهم الضرر وهم لا يستحقون ذلك لكنهم كانوا أنفسهم يظلمون، ألم يصمتوا وتغاضت أعينهم عن المظالم حتى الواقعة عليهم!؟
الرواية بطيء سير أحداثها في البداية حتى المنتصف ثم تبدأ تجري مسرعه إلى النهاية، الشخصيات كذلك تتفاجأ اختفاء الأول، فقدان الثاني، موت الثالث، ظهور الرابع لاتوجد شخصية ثابتة من البداية إلى النهاية سوى البطل...
المعاناة تجعلنا أقوى.. تجبرنا على الصمود تصنع ما نحن عليه لنتحلى بالإصرار على مواصلة الطريق.. تجعل أحلامنا المستخيلة قريبة.. فقط علينا أن نصبر حتى نجني ثمار الإيمان